# HK416
Das HK416 ist ein Sturmgewehr des deutschen Waffenherstellers Heckler & Koch. Das Gewehr ist als Ordonnanzwaffe bei den norwegischen und französischen Streitkräften im Einsatz und soll ab 2026 als G95 die zukünftige Ordonnanzwaffe der Bundeswehr werden. Des Weiteren ist es bei verschiedenen militärischen Spezialeinheiten und Polizeikräften in Verwendung.

## Geschichte und Namensgebung
Die Waffe ist ein Nachfolger des eingestellten Projektes HK XM8, das wiederum aus dem eingestellten Objective Individual Combat Weapon (OICW)-Programm entsprang. Sie wurde als Ersatz für die M16- und M4-Gewehre konzipiert. Der ursprüngliche Name der Waffe war „HK M4“, was vermutlich eine Anspielung auf das M4 war. Nach einer Klage von Colt Defense wurde das Gewehr in „HK416“ umbenannt, was eine erneute Anspielung sowohl auf das M4 als auch auf das M16 darstellt. Die Idee für diese Waffe entstand bei Heckler & Koch nach der Überarbeitung des britischen Waffensystems SA80 der Royal Small Arms Factory, zu einer Zeit, als beide Unternehmen zum Konzern British Aerospace/Royal Ordnance gehörten. Entwicklung und Erprobung fanden in Zusammenarbeit mit der US-amerikanischen Spezialeinheit Delta Force statt.
Das HK417 ist die Variante des HK416 im Kaliber 7,62 × 51 mm NATO.

## Beschaffung

### Französische Streitkräfte
Ende der 2000er-Jahre wurde klar, dass die Französischen Streitkräfte einen Nachfolger für das veraltete FAMAS benötigten. So wurden bereits im Dezember 2007 für das Commandement des forces spéciales terrestres 150 HK416 als Sofortbedarf bestellt; im September 2008 folgten für das Commandement des opérations spéciales weitere 2000. Dadurch, dass mit der Auflösung des Herstellers des FAMAS, der Société Manufacturière d’Armes (auch bekannt als Manufacture nationale d’armes de St-Etienne), im Jahr 2001 auch kurz darauf die Munitionsfabriken von GIAT (heute: Nexter) geschlossen wurden, war sehr früh klar, dass das neue Sturmgewehr nicht aus Frankreich kommen würde. So sagte im Oktober 2011 General Bertrand Ract-Madoux, Stabschef der Armee, vor dem Verteidigungsausschuss des Senats über den Ersatz des Sturmgewehrs durch eine ausländische Waffe: „Was den Ersatz der FAMAS betrifft, so bedauere ich wie Sie, dass diese Waffe nicht französisch sein kann.“

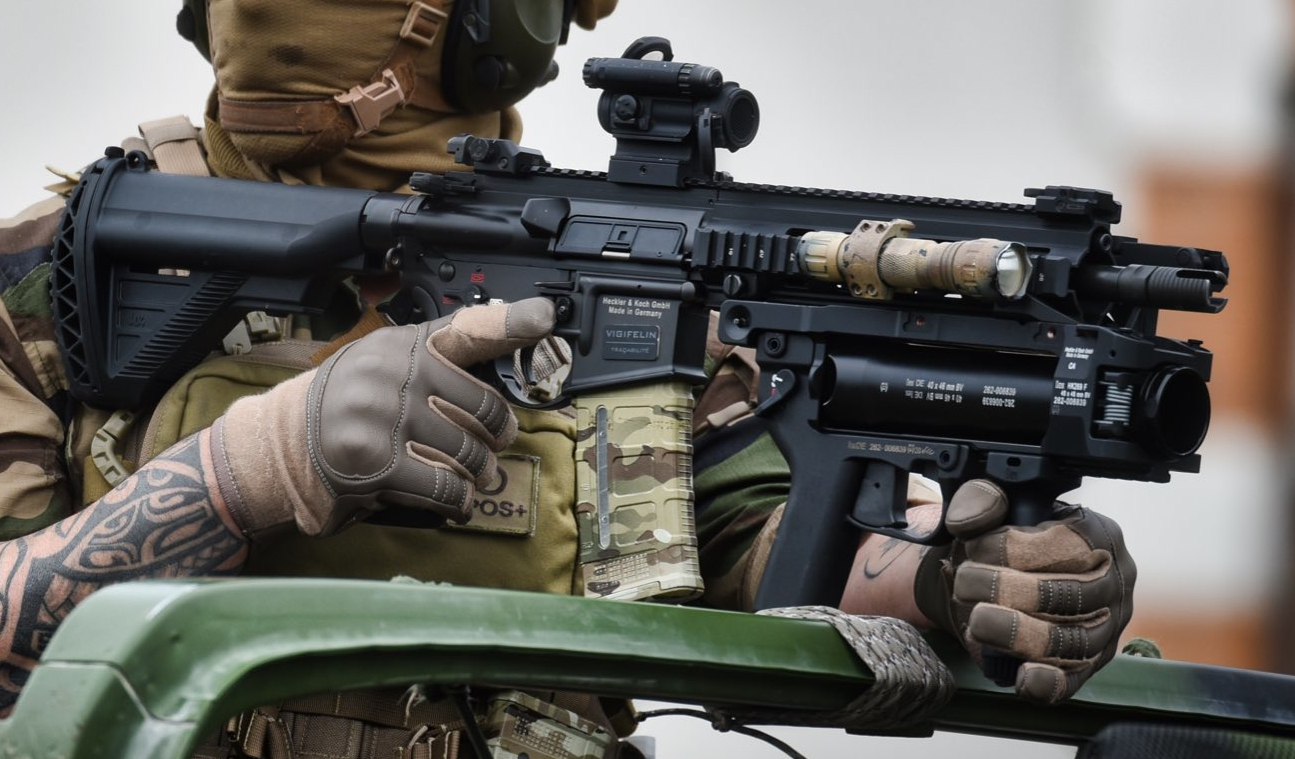
Französischer Soldat mit HK416F und HK269F-Granatwerfer

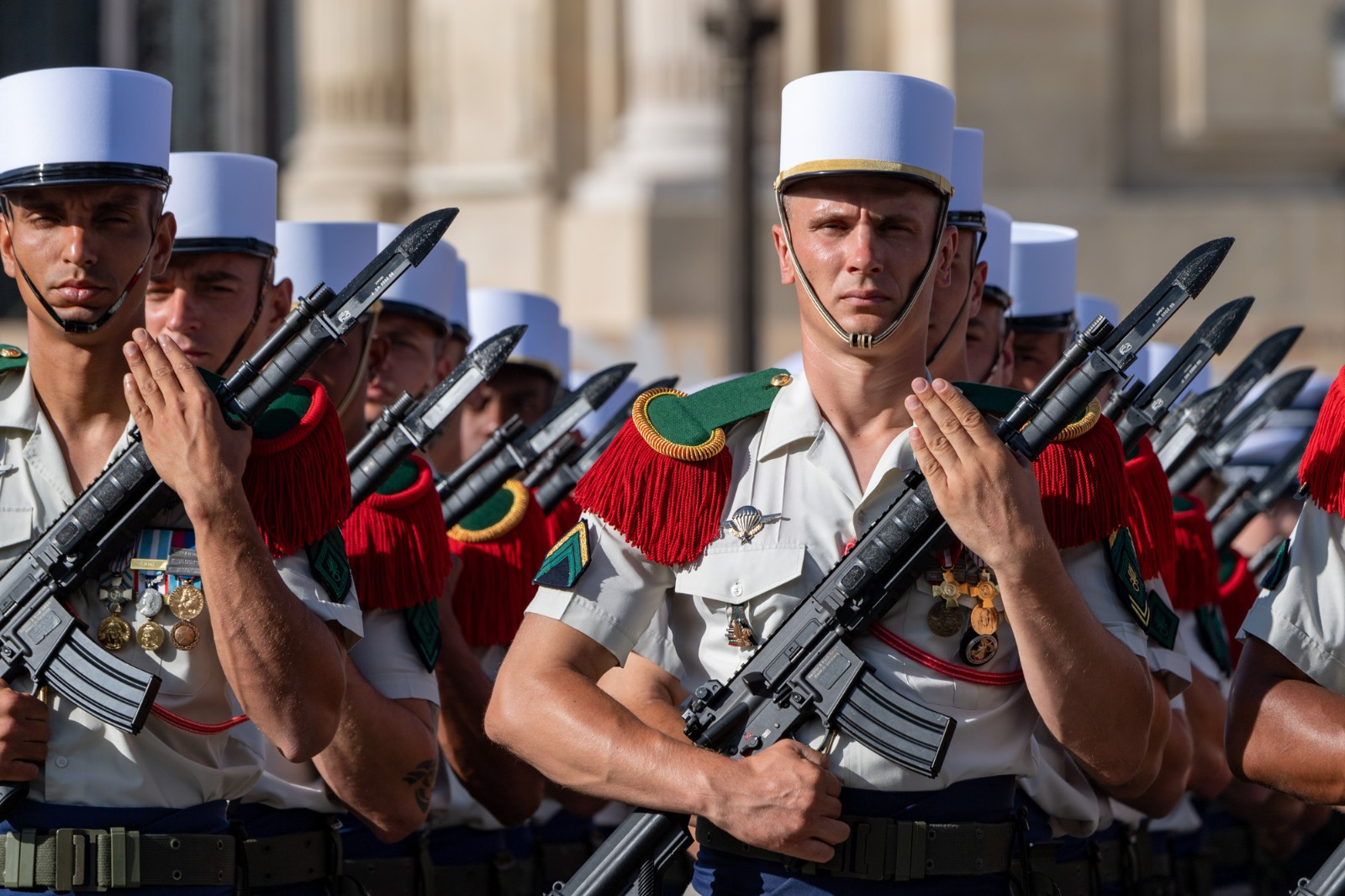
Französische Fremdenlegionäre mit HK416F und Bajonett SG 2000 WC-F

Nachdem im Jahr 2011 offiziell bekanntgegeben wurde, dass ab dem Jahr 2013 ein neues Sturmgewehr beschafft werden soll, wurde am 14. Mai 2014 die Ausschreibung für das Beschaffungsprogramm Arme Individuelle Future (AIF) (‚Einzelschützenwaffe der Zukunft‘) veröffentlicht. Am 22. September 2016 wurde von der Direction générale de l’armement (DGA) der Großauftrag zur Lieferung über 100.000 Sturmgewehre des Typs HK416 A5 an Heckler & Koch erteilt. Es wird damit als neue Standardwaffe aller Teilstreitkräfte eingeführt. Des Weiteren wurden bei dieser Vergabe 10.767 HK269F-Granatwerfer bestellt. Das HK416 setzte sich damit gegen das FN SCAR von FN Herstal, das SIG MCX von SIG Sauer, das ARX-160 von Beretta und das VHS-2 von HS-Produkt durch. Der Zulauf der Waffe begann im Jahr 2017 und umfasst rund 16.000 Stück pro Jahr. Die Anschaffung einer Waffe, die nicht in Frankreich gebaut wird, führte zu einer politischen Debatte. So kritisierte im französischen Präsidentschaftswahlkampf Arnaud Montebourg den Verteidigungsminister Jean-Yves Le Drian hierfür und forderte eine Überarbeitung des FAMAS, was aber aus oben dargestellten Gründen nicht möglich war.

### Bundeswehr

#### Ausschreibung und Vergabeverfahren
Mit der Entscheidung im August 2015, dass das G36 von H&K bei der Bundeswehr ausgemustert werden soll, begann ein jahrelanger Prozess zur Auswahl des Nachfolgers. So begann im April 2017 das Ausschreibungs- und Vergabeverfahren für die etwa 120.000 neuen Sturmgewehre, das – ähnlich wie der Streit um das G36 – am Ende von mehreren Gerichten entschieden wurde. Bereits Ende des Jahres 2017 beschloss SIG Sauer, mit dem Sturmgewehr MCX nicht an der Ausschreibung teilzunehmen, da sie zu stark auf H&K zugeschnitten sei und im Ausschreibeverfahren spezifiziert sei, dass das Gewehr nicht auf der ITAR-Liste stehen dürfe und damit faktisch frei von Komponenten aus US-amerikanischer Herkunft sein müsse. Im Jahr 2018 stieg auch Rheinmetall aus, die zusammen mit dem österreichischen Gewehrhersteller Steyr Mannlicher das RS556 anbieten wollten. Im Ergebnis blieben im Vergabeverfahren nur noch H&K und C. G. Haenel übrig.
Im Oktober wurde vom Bundesamt für Ausrüstung, Informationstechnik und Nutzung der Bundeswehr (BAAINBw) bekanntgegeben, dass weder das HK433 und HK416 von H&K noch das MK 556 von Haenel die Anforderungen erfüllten und den Anbietern eine Nachbesserungsfrist bis zum 15. Februar 2019 eingeräumt wurde. Bemängelt wurde insbesondere, dass die „Erfüllung einzelner Muss-Forderungen durch die vorgestellten Sturmgewehre nicht erbracht werden konnte“ und der Bundesrechnungshof die geforderte Durchschlagsleistung kritisch sah. Bemerkenswert in diesem Zusammenhang ist ebenfalls, dass im Mai 2019 ein Brief von Heckler & Koch direkt an die Verteidigungsministerin Ursula von der Leyen gesandt wurde. In diesem Schreiben bemängelte die Geschäftsleitung unter anderem, dass die Ausschreibung „den Bedürfnissen der Truppe nicht gerecht“ werde, sie zu einem „munitionsbedingt leistungsschwachen Gewehrmodell“ führe und „nicht den Einsatzbedingungen und den Mindestanforderungen an den Eigenschutz der Soldaten“ entspreche. Im Kern bemängelte H&K, dass die Anforderungen nicht mit dem kleineren Kaliber zu erfüllen seien, sondern nur mit dem größeren Kaliber 7,62 × 51 mm NATO, wobei dann das geforderte Gewicht nicht einzuhalten sei. Auch monierte H&K, dass die Spezifikationen mit einem Präzisionsgewehr vergleichbar wären und sich nicht an einer Standardwaffe orientieren würden.
Im September 2020 wurde das Ergebnis des Vergabeverfahrens bekanntgegeben: Es wurde entschieden, das MK 556 von Haenel als neue Ordonnanzwaffe für die Bundeswehr zu beschaffen. Gegen diese Entscheidung legte H&K Einspruch ein, da H&K zum einen Patentverletzungen durch Haenel monierte und zum anderen rechtswidrige Absprachen zwischen dem Beschaffungsamt und Haenel stattgefunden hätten.
Nach der Entscheidung des Bundesministeriums der Verteidigung (BMVg), C. G. Haenel mit dem MK 556 vom Auswahlverfahren zur Produktion einer Ordonnanzwaffe der Bundeswehr auszuschließen, entschied sich das BMVg für das HK416, Modellvariante A8, als zukünftiges Standardgewehr der Bundeswehr. Die im Rahmen der Beschaffung anhängigen Klagen wurden am 22. Juni 2022 vom Oberlandesgericht Düsseldorf endgültig abgewiesen, so dass das HK416 A8 das neue Sturmgewehr der Bundeswehr werden kann. Am 14. Dezember 2022 billigte der Bundestag den Kauf von 118.000 Exemplaren des HK416 für die Bundeswehr.

#### Berichte über angebliche Präzisionsprobleme
In einigen Medien wurde berichtet, dass H&K bei der zuständigen Fachebene eine Senkung der Präzisionsanforderungen stellte, die aber zunächst abgelehnt wurde. Laut den Berichten ließ die Präsidentin des BAAINBw, Gabriele Korb, jedoch die Anforderungen am 23. Januar 2023 senken. Der Bundesrechnungshof ermittelte diese Ungereimtheiten und erkundigte sich nach den Gründen, worauf vom Verteidigungsministerium angeblich die Senkung der Anforderungen mit dem Zeitplan gerechtfertigt wurde. Das Gewehr würde damit bei der Bundeswehr eingeführt werden, obwohl noch nicht alle Nachweisprüfungen durchgeführt wurden. Der Bundesrechnungshof macht im Bericht ebenfalls deutlich, dass es ein typisches Problem der Bundeswehr sei, dass die späteren Nutzer nicht von Beginn an in die Auswahl und Tests neuer Waffen eingebunden sind, was durch Beschwerden aus der Truppe bestätigt wurde.
Nach Angaben des Sprechers des Verteidigungsministeriums und des Sprechers des BAAINBw gibt es keine Ungereimtheiten oder Abweichungen und keine Herabsetzung der Anforderungen an das Gewehr. Demnach befinden sich fünf Exemplare des G95 derzeit (Januar 2024) bei der WTD91 zur „integrierten Nachweisführung“, wo es zu Abweichungen kam. Daraufhin sei zivile Präzisionsmunition verwendet worden, um sicherzustellen, dass die Waffe gemessen wurde und nicht die Munition; dies sei auch vertraglich so vorgesehen. Diese Präzisionsmunition ist aber nur in einem gewissen Temperaturbereich zugelassen. Zudem wurde ein Zielfernrohr und ein spezieller Schießbock verwendet. Die Bundeswehr führt derzeit eine neue Standardmunition („DM11A1“) ein, mit der die Waffe die Anforderungen erfülle. Sowohl mit der zivilen Präzisionsmunition als auch mit der neuen Standardmunition hätten die Waffen den Test bestanden. Die DM11A1 ist in einem Temperaturbereich von −51 bis +51 °C zugelassen. Die Nachweisführung soll im Februar 2024 abgeschlossen werden, anschließend wird die Waffe die Einsatzerprobung in ausgewählten Truppenteilen beginnen. Erst dann werden nach Angabe des Verteidigungsministeriums die Lieferverträge unterschrieben.

#### Zeitplan und Benennung bei der Bundeswehr
Ab 2026 soll das Gewehr in der Bundeswehr eingeführt werden als G95A1 (Standardvariante mit dem Hauptkampfvisier Elcan Specter DR 1-4x mit Rotpunkt und umschaltbarer einfacher bzw. vierfacher Vergrößerung) und G95KA1 (kürzere Variante für Spezialeinheiten).

## Technik

Funktionsweise des Impulskolbens am Beispiel eines AR-18

Das HK 416 verwendet als Gehäuseunterteil im Wesentlichen das System M4A1, einer Version der AR15- oder M16-Baureihen, das von verschiedenen Herstellern gefertigt wird. Es handelt sich dabei um einen Gasdrucklader mit kurzem Hub und Drehkopfverschluss. Bei diesem System wird der zum Entriegeln des Drehkopfverschlusses notwendige Impuls an der Gasentnahmebohrung am Lauf abgenommen und von einem Impulskolben an den Verschlussträger übertragen. Die Verschmutzung der Mechanik durch Pulvergase und Verbrennungsrückstände verbleibt an der Gasentnahmebohrung und vor dem Impulskolben, was die Funktionssicherheit gegenüber Systemen mit direkter Beaufschlagung des Verschlussträgers, wie beim M16, verbessert (siehe dazu: Zuverlässigkeit des M16). Der Rückstoß und das Gewicht werden durch dieses Kolbensystem jedoch geringfügig erhöht und der Lauf kann weniger frei schwingen.
Die Waffe verfügt über einen kaltgehämmerten Lauf und kann sowohl im ge- als auch im entspannten Zustand gesichert werden. Der Vorderschaft ist freischwingend und mit vier ringsum angeordneten Picatinny-Schienen zur Aufnahme von Zubehör ausgestattet. Spätestens mit der Ausführung 5 (A5) wurden die Picatinny-Schienen durch die NATO-Schiene (STANAG 4694) ersetzt. Die Schulterstütze ist um etwa 10 Zentimeter einschiebbar, so dass die Waffe an die Armlänge des Schützen angepasst werden kann oder in räumlich enger Umgebung weniger hinderlich ist.
Der Magazinschacht ist unten aufgeweitet, um das Einführen eines Magazins zu erleichtern. Es werden Magazine verwendet, die dem nicht ratifizierten STANAG 4179 entsprechen. Der Magazinlöseknopf befindet sich auf der rechten Seite vor dem Abzug. Damit dieser nicht versehentlich gedrückt wird, ist er von abgerundeten Rippen umgeben. Wird der Knopf gedrückt, fällt das Magazin bei normaler Lage der Waffe von alleine aus dem Magazinschacht. Auf der rechten Seite befindet sich eine durch Schenkelfedern gespannte Staubschutzklappe, die sich öffnet, wenn sich der Verschluss nach hinten bewegt. Die Klappe kann dann wieder manuell geschlossen werden. Hinter dem Auswurffenster befindet sich ein Hülsenabweiser. Dieser soll verhindern, dass die ausgeworfenen Patronenhülsen das Gesicht von linkshändigen Schützen treffen. Hinter dem Hülsenabweiser befindet sich eine vom Schützen per Hand zu betätigende Schließhilfe (englisch forward assist). Diese wird nach vorne gedrückt, falls sich der Verschluss nicht alleine durch die Kraft der Schließfeder nach vorne bewegt.
Das HK416 besitzt die Over-the-beach (OTB)-Fähigkeit. Das heißt, die Waffe kann ohne Zerstörungsgefahr abgefeuert werden, wenn sie vorher vollständig in Wasser eingetaucht war.
Der beidhändig bedienbare Spannschieber befindet sich auf dem Waffengehäuse und bewegt sich beim Schießen nicht. Die Waffe besitzt einen Verschlussfang mit einem Verschlussfanghebel auf der linken Seite. Für die Waffe sind auf Wunsch beidseitige Bedienelemente, ein Druckpunktabzug sowie weitere Lauflängen lieferbar. Unter dem Lauf kann der 40-mm-Granatwerfer AG36 befestigt werden.
Einen zusätzlichen wirtschaftlichen Anreiz, diese Waffe zu beschaffen, bietet Heckler & Koch mit dem sogenannten „Upgrade Package Kit“. Hierbei werden bestehende Komponenten anderer Sturmgewehre integriert.

### Zuverlässigkeit
Ende des Jahres 2007 unterzog das US-Militär das HK416 einem intensiven Staub- und Sandtest. Hintergrund des Tests war die Ankündigung der US-Army, die in bestimmten Situationen unzuverlässigen M4 bis einschließlich 2009 für die Truppen im Irak und Afghanistan zu ersetzen. Das amerikanische Repräsentantenhaus ordnete daraufhin diesen Test an, an dem auch das FN SCAR und das HK XM8 teilnahmen, um die Verlängerung der M4-Beschaffung zu unterbinden. Im Test belegte das HK416 mit 233 Ladehemmungen bei insgesamt 60.000 Schuss aus jeweils 10 baugleichen Waffen hinter dem XM8 (127 Ladehemmungen) und dem SCAR (226 Ladehemmungen) den dritten Platz. Alle drei Gewehre erwiesen sich damit als weitaus zuverlässiger als das M4 mit 882 Ladehemmungen.

## Modellvarianten
Es gibt 9 Varianten des HK416:
| Variante                      | Gesamtlänge mm | Lauflänge mm | Höhe mm | Breite mm | Gewicht kg    |
| ----------------------------- | -------------- | ------------ | ------- | --------- | ------------- |
| HK416 D10RS                   | 797 (701)      | 264          | 240     | 78        | 3,02 (3,64)   |
| HK416 D14.5RS                 | 900 (804)      | 368          | 240     | 78        | 3,49 (4,11)   |
| HK416 D16.5RS                 | 951 (855)      | 419          | 240     | 78        | 3,56 (4,18)   |
| HK416 D20RS                   | 1037 (941)     | 505          | 240     | 78        | 3,855 (4,475) |
| HK416C                        | 690 (560)      | 228          | 236     | 78        | 2,95 (3,57)   |
| HK416 A5 – 11″ (G38C 11″)     | 805 (709)      | 279          | 240     | 74        | 3,12 (3,74)   |
| HK416 A5 – 14.5″ (G38K 14,5″) | 893 (797)      | 368          | 240     | 74        | 3,49 (4,11)   |
| HK416 A5 – 16.5″              | 944 (848)      | 419          | 240     | 74        | 3,56 (4,18)   |
| HK416 A5 – 20″                | 1030 (934)     | 505          | 240     | 74        | 3,85 (4,47)   |
| HK416 A7 (G95K)               | 890 (808)      | 368          | 240     | 74        | 3,67 (4,29)   |
| HK416 A8 – 14.5″ (G95KA1)     |                |              |         |           |               |
| HK416 A8 – 16″ (G95A1)        |                |              |         |           |               |
| 1. 2.                         |                |              |         |           |               |

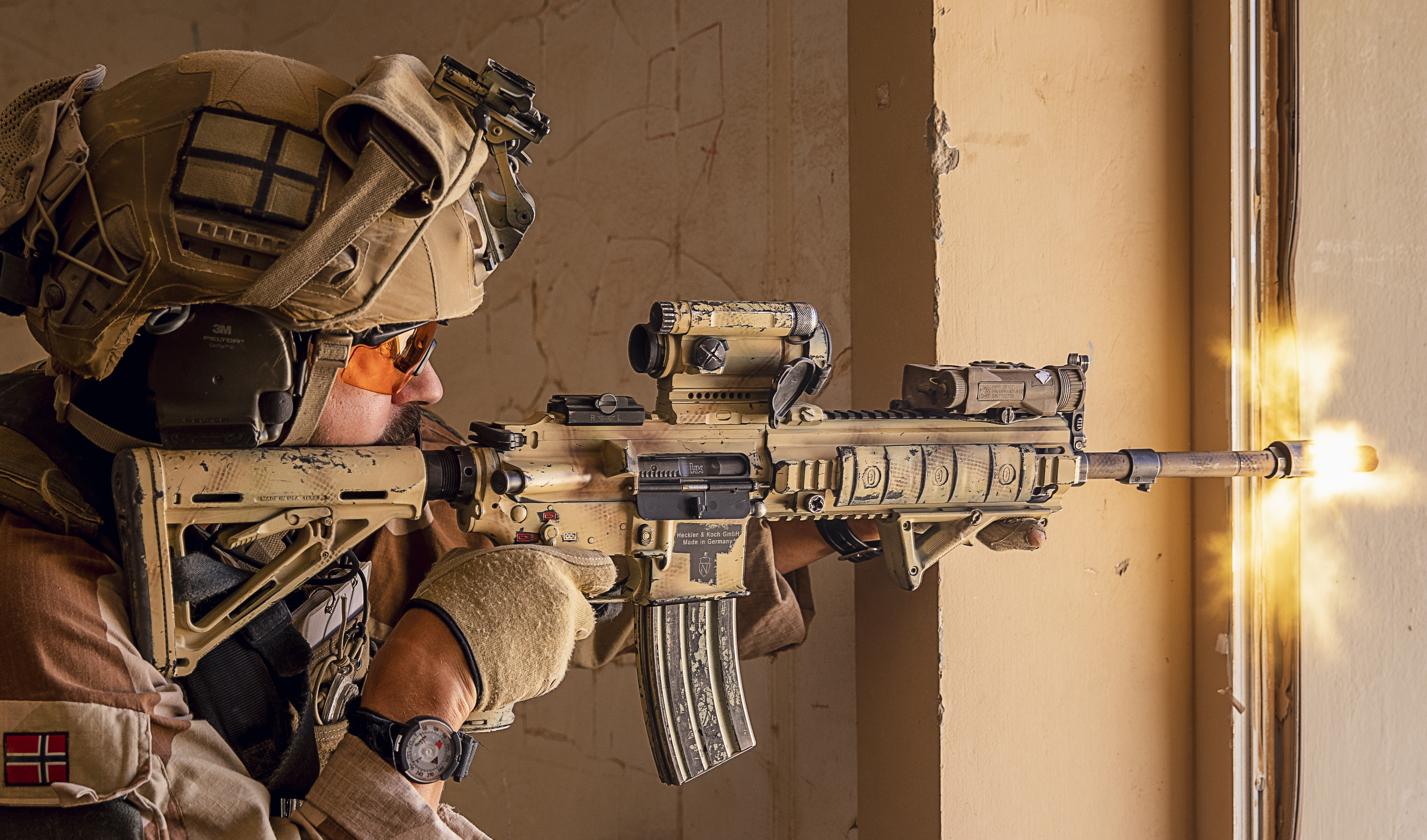
Norwegischer Soldat mit einem HK416N während einer Übung

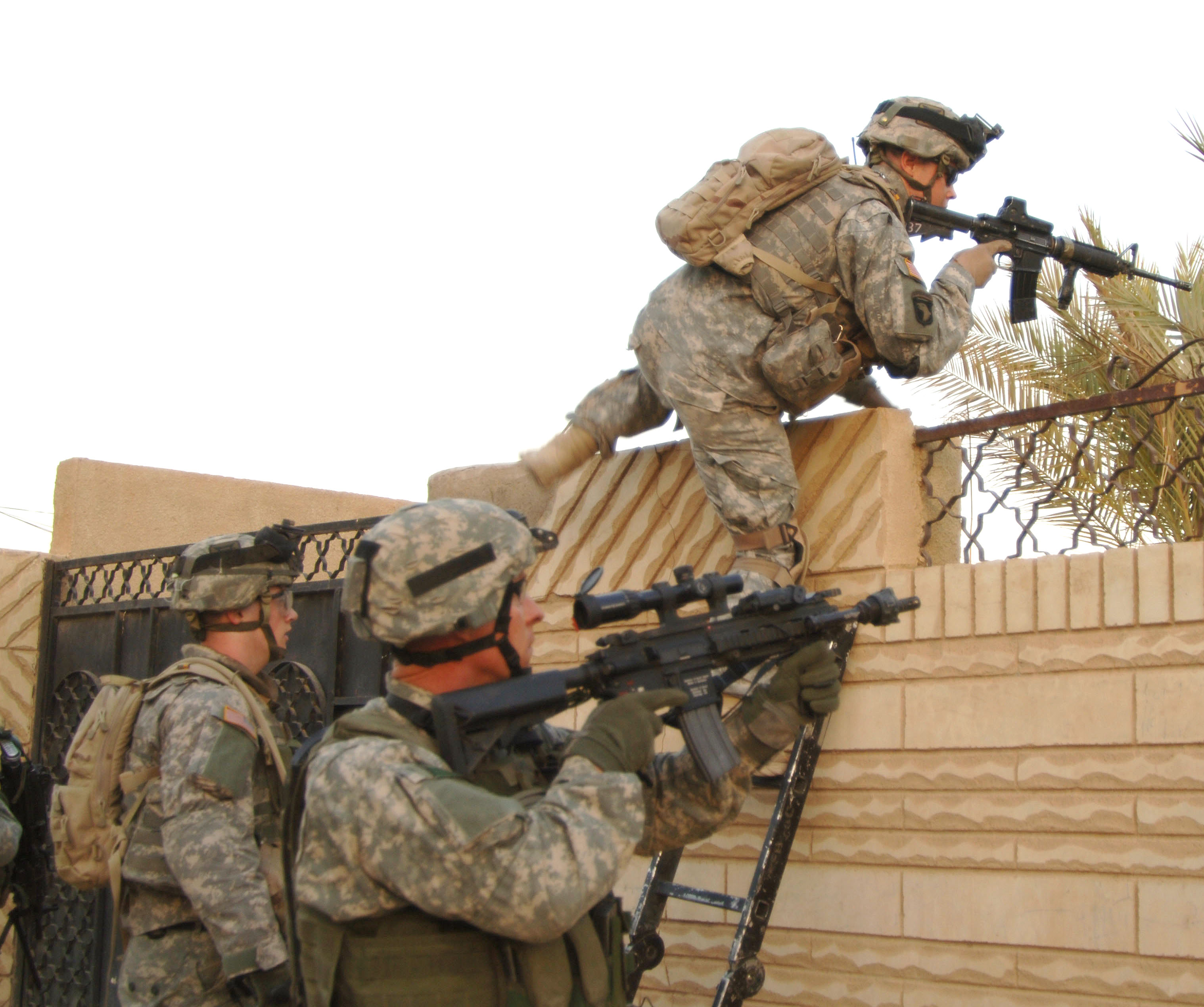
Ein Soldat der U.S. Army Asymmetric Warfare Group mit einem HK416 D14.5RS (Vordergrund) im Juni 2006 im Irak

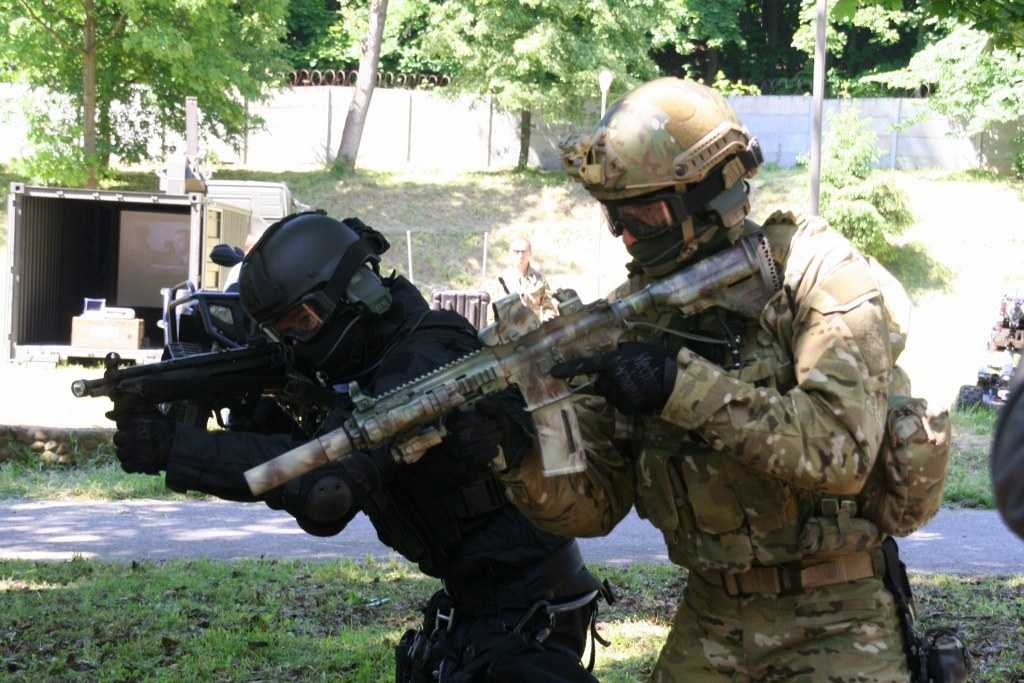
Ein schallgedämpftes D10RS im Dienst der polnischen Einheit GROM bei einer Pressedemonstration im Mai 2011

Änderungen der Modellreihe HK416 A5:
- Die Montage für das Klappkorn am Lauf ist unabhängig von der Gasabnahme, wurde weiter nach vorn Richtung Mündungsfeuerdämpfer verlegt und verfügt über eine Bajonettwarze.
- Die Gasabnahme wurde so modifiziert, dass sie ohne Werkzeug zur Verwendung mit Schalldämpfern eingestellt werden kann.
- Der Handschutz wurde über die Gasabnahme hinweg verlängert. Dadurch sollte die Sturzresistenz verbessert werden.
- Feuerwahl-, Verschlussfang- und Magazinauslösehebel sind beidseitig vorhanden. Dadurch kann die Waffe von Links- und Rechtsschützen gleich gut bedient werden.
- Die obere Picatinny-Schiene ist durchgehend.
- Der Abzugsbügel wurde vergrößert, so dass die Waffe auch mit dicken Handschuhen bedient werden kann.
- Die Magazinkompatibilität mit den M16/M4 wurde verbessert.
- Aus den ursprünglichen Griffstückvarianten V2 (mit erweiterter Handauflage) und V4 (ergonomischer Griff mit Staufach für Werkzeug) wurde der Griff V7 mit erweiterter Handauflage und Staufach.
- Bei den neueren HK416-A5-Modellen wird eine Schulterstütze ohne Staufach und ohne seitliche Wangenauflage verwendet. Dadurch wurde die Waffe im Vergleich zum HK416D mit Schulterstütze mit beidseitiger seitlicher Wangenauflage 4 mm schmaler.

Änderungen der Modellreihe HK416 A7:
- Anpassung am Slim-line-Handschutz
- Einführung der Cerakote-Beschichtung (Keramik-Beschichtung)
- Veränderung des Sicherungshebels mit 45°-Rasten.

## Lizenzen
- Türkei: MKEK, Sarsılmaz und Kalekalıp haben Lizenzen erworben. Angeblich wollen die türkischen Streitkräfte das HK G3 durch in Lizenz hergestellte HK416 oder HK417[40] unter dem Namen Mehmetçik-1 ersetzen.[41] Seit dessen Vorstellung 2008 gibt es keine neuen Informationen zum Status des Mehmetçik-1-Projektes. Im Jahr 2014 wurde das MKEK Mehmecik MPT-76 vorgestellt, ebenfalls ein möglicher G3-Ersatz.[42]

## Nutzerstaaten (Auswahl)
- Deutschland:

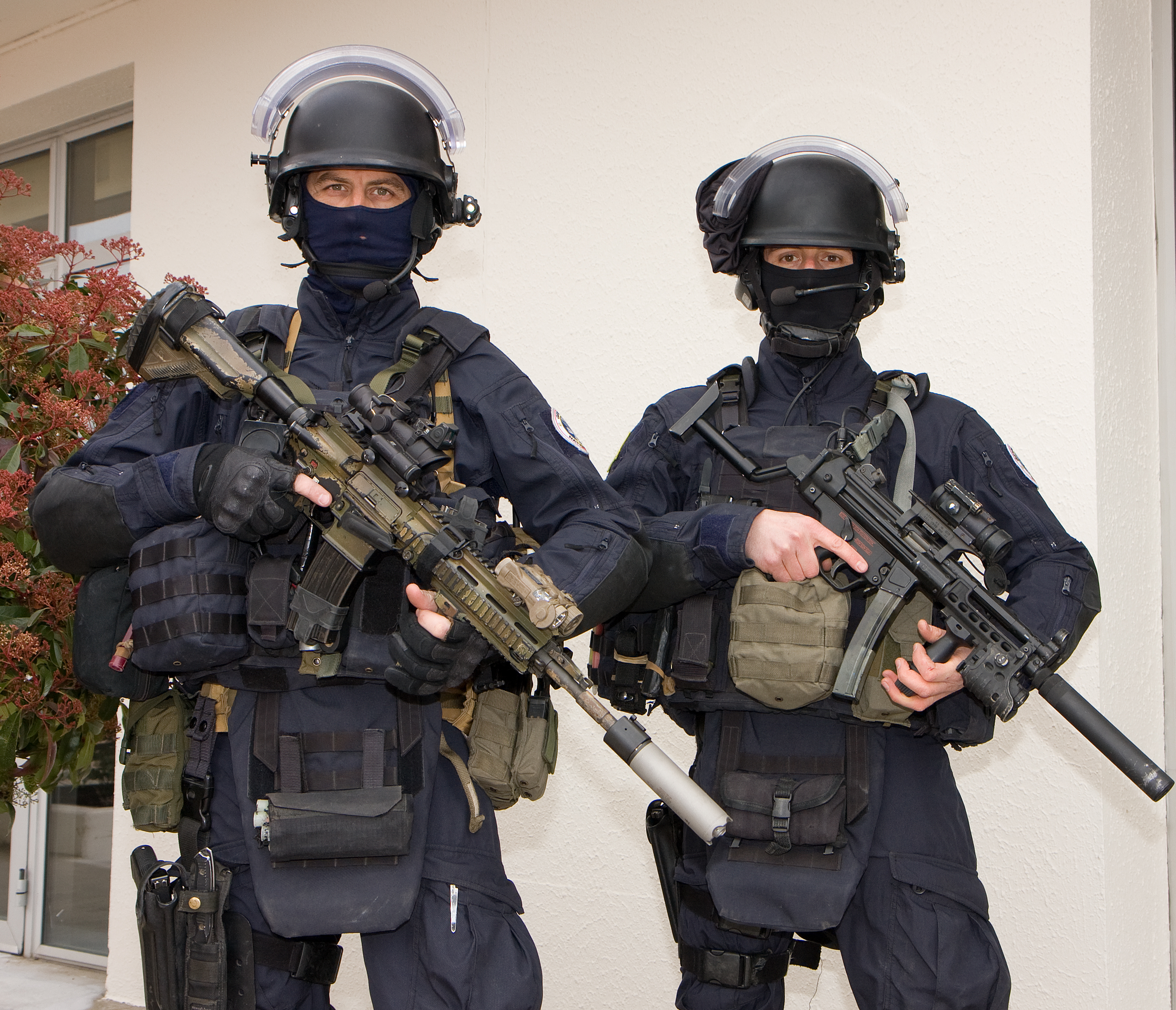
GIGN-Angehörige mit einem HK416 und einer MP5

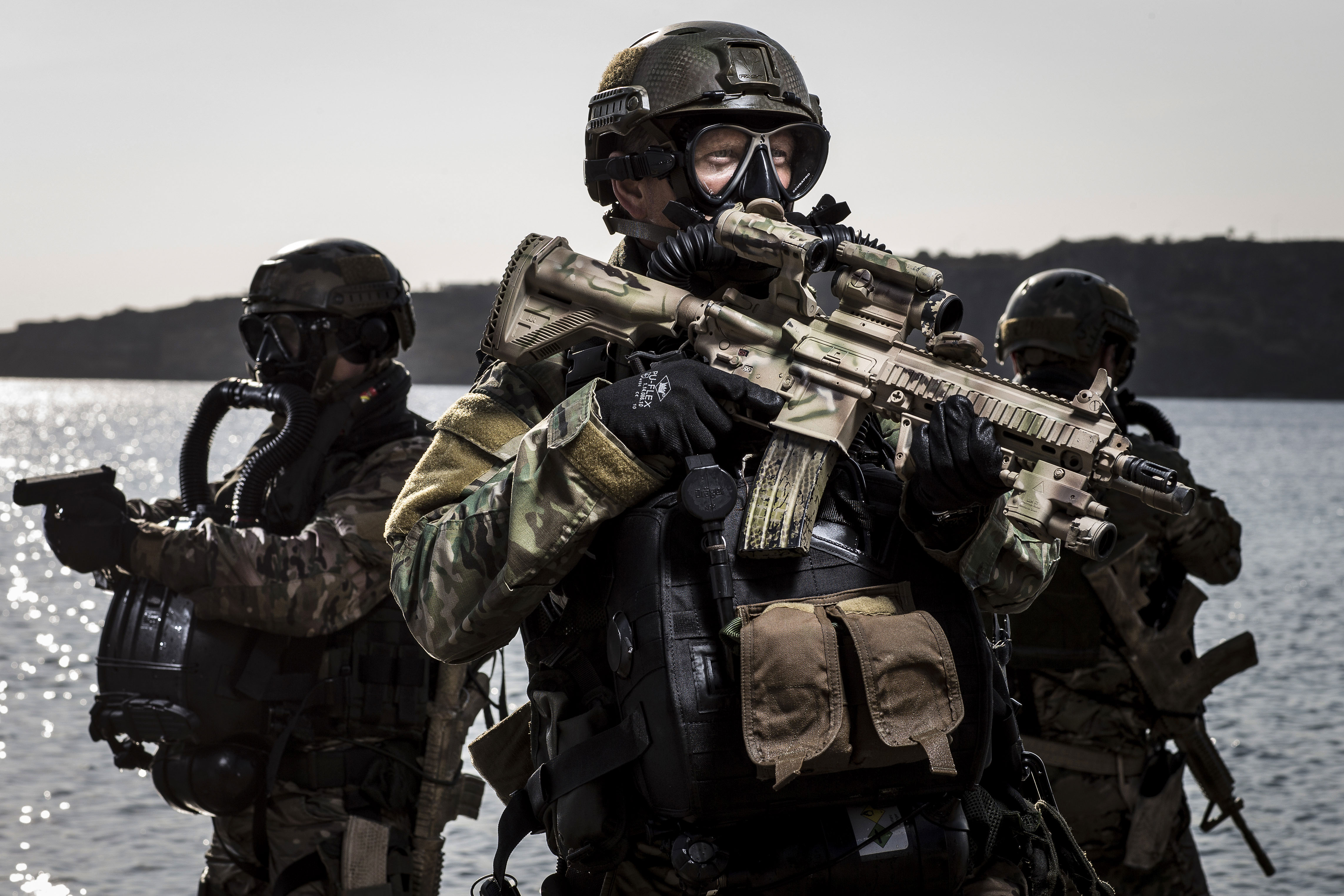
Kampfschwimmer der Korps Commandotroepen mit einem HK416 D10RS

  - Kommando Spezialkräfte (KSK) und Kampfschwimmer der Bundeswehr (Version HK416 A7 mit 14,5″-Lauflänge unter der Bezeichnung G95K),[43] Das Kommando Spezialkräfte erhält ein Eotech-Reflexvisier EXPS 3-0 NV mit Vergrößerungsnachsatz G33 Booster. Die Kampfschwimmer nutzen abweichend ein Aimpointvisier. Als Laser-Licht-Modul dient LM-VTAL von Rheinmetall. Insgesamt werden 1745 Sätze durch die Bundeswehr beschafft.[44]
  - Die ZUZ des deutschen Zolls nutzt das HK416 A5 – 11″ unter der Bezeichnung G38C[45][46]
  - Die Polizei Hessen nutzt ab dem Frühjahr 2020 das G38 in einer modifizierten Variante (nur Einzelfeuer).[47]
  - Außerdem wird das Sturmgewehr HK416 bei der GSG9 der Bundespolizei verwendet.[48]
  - Das HK416 A8 wird ebenfalls die Ordonnanzwaffe der Bundeswehr. Der Zulauf der 118.718 Exemplare zur Truppe soll 2026 beginnen.[49] Bei der Bundeswehr wird es als G95A1 und deren Varianten eingeführt.
- Frankreich:
  - Groupe d’intervention de la gendarmerie nationale
  - Commandement des opérations spéciales und Commandement des forces spéciales terrestres
  - alle drei Teilstreitkräfte der französischen Streitkräfte
- Litauen: Die litauische Armee setzt das HK416 ein.[50]
- Malaysia: Wird von der PASKAL eingesetzt.[51]
- Niederlande: Das Korps Commandotroepen hat das HK416 eingeführt.[52]
- Norwegen: 2007 ließ die Regierung von Norwegen bei allen Teilstreitkräften das AG-3 durch 40.000 HK416 ersetzen.[40] Im Januar 2019 bestellte das norwegische Verteidigungsministerium weitere 11.000 HK416, deren Auslieferung 2019 beginnen wird und ein Volumen von 22 Millionen Euro hat.[53]
- Polen: Wird von der Wojska Specjalne von deren Einheit GROM genutzt, wie auch Policja.[54][40]
- Spanien: Die Waffe wird vom Fuerza de Guerra Naval Especial de la Armada eingesetzt.[55]
- Tschechien: Eingesetzt von tschechischen Spezialkräften.[40]
- Vereinigte Staaten:
  - Eine modifizierte Variante des HK416, die M27 Infantry Automatic Rifle, ist das Standardgewehr des United States Marine Corps.[56][57]U.S. Marine mit einer M27 IAR in Afghanistan

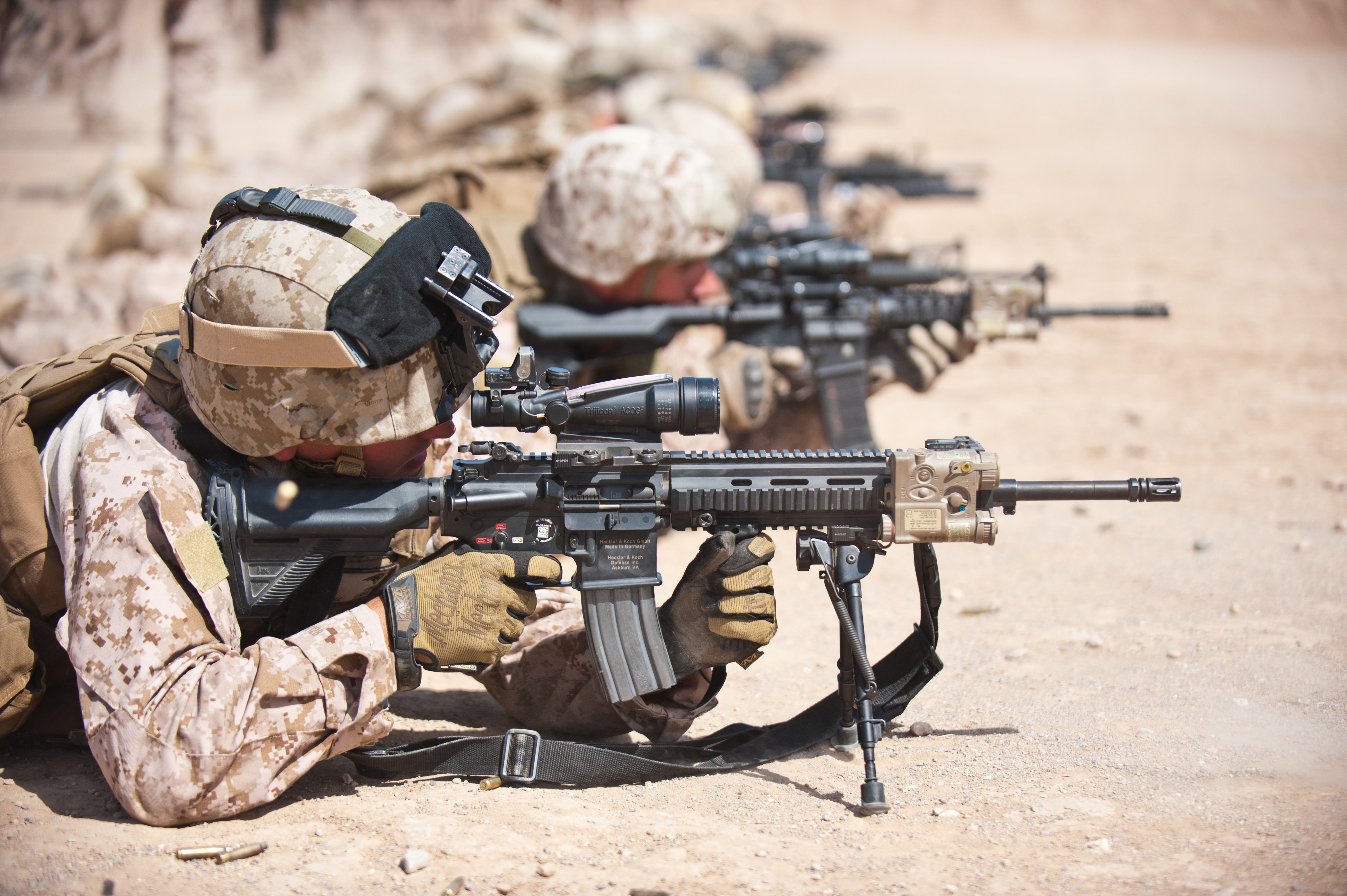
U.S. Marine mit einer M27 IAR in Afghanistan

  - Das HK416 wird von der Delta Force verwendet und alternativ zum M4 Carbine eingesetzt, da die Einheitsmitglieder persönliche Waffenwahlfreiheit haben. Außerdem findet das HK416 Verwendung im Einheitsverbund der Teilstreitkräfte United States Special Operations Command (United States Naval Special Warfare Development Group) und wurde auch in der US Army Asymmetric Warfare Group verwendet.[58]
  - Auch verschiedene Polizei-Sondereinheiten, wie das KSC Emergency Response Team (ERT), bedienen sich dieser Waffe.[59]
- Ukraine: In der ersten Jahreshälfte 2023 meldeten Militärblogger vermehrte Sichtungen von HK416 und einigen HK417 auf Social-Media-Fotos von regulären Angehörigen der ukrainischen Streitkräfte,[60][61] sowie Spezialkräften und einem japanischen Mitglied der Internationalen Legion. Eine erste Aufnahme der Waffe einer Soldatin soll bereits aus dem Mai 2022 stammen. Dabei handelt es sich um eine Vielzahl verschiedener Modellvarianten mit variierenden Konfigurationen und Lauflängen, wobei einzelne Markierungen der niederländischen Streitkräfte aufweisen sollten.[62]

## Sonstiges
Laut einem Bericht verwendete das SEAL Team 6 diese Waffe zur Tötung von Osama Bin Laden.